# Cauê

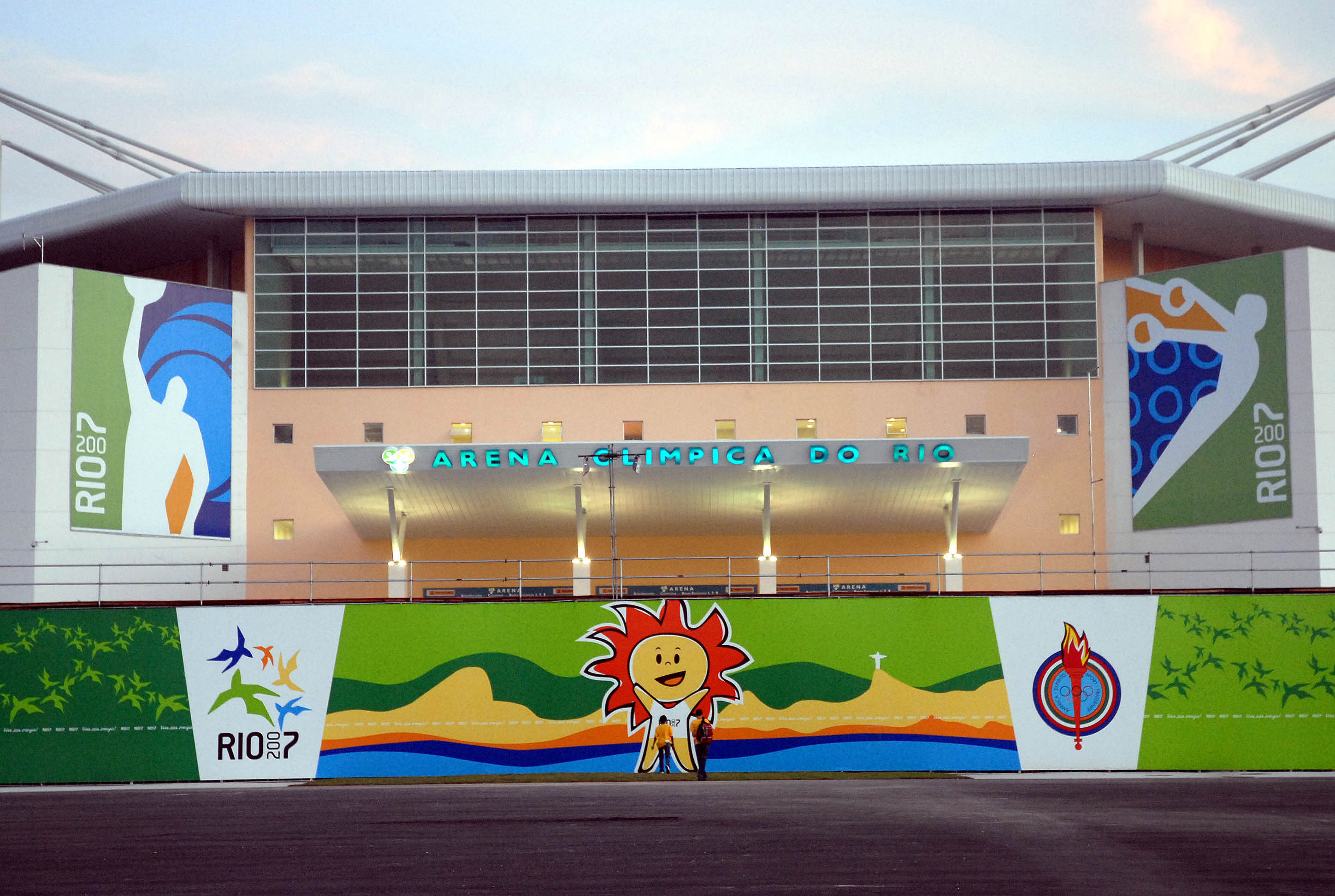
Vista de la Arena Olímpica do Rio con Cauê al centro.

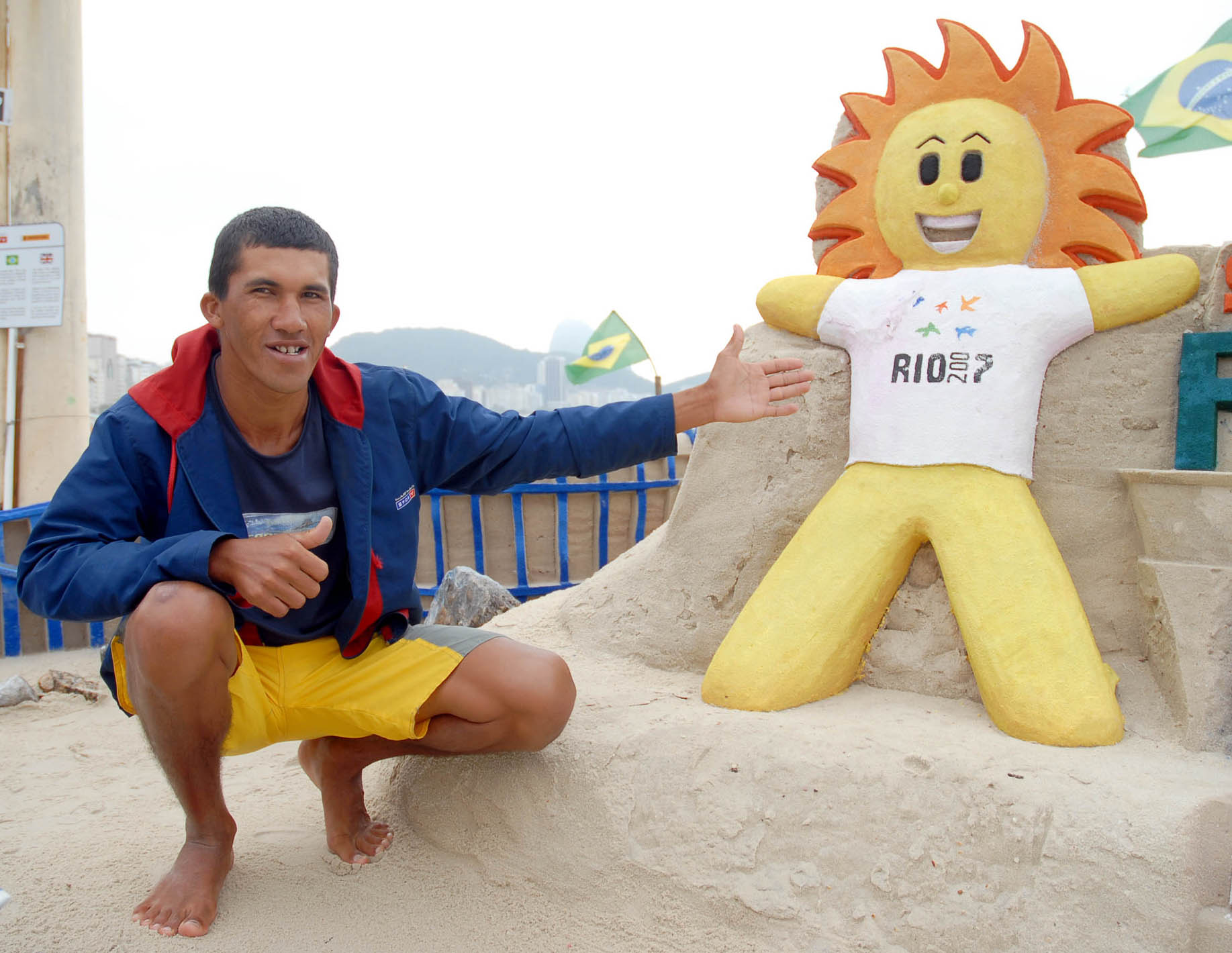
Escultura de arena de Cauê, en Copacabana.

Cauê fue el nombre de la mascota de los Juegos Panamericanos de 2007, realizados en Río de Janeiro, Brasil. Cauê es un alegre dibujo antropomórfico del Sol con una polera blanca con el logo de los Juegos al centro.
La elección de utilizar al Sol como mascota del evento proviene de su simbolismo tradicional de liderazgo y victoria (conceptos utilizados, por ejemplo, en la Llama Olímpica), además de representar al concepto de la ciudad de Río de Janeiro como uno de los destinos turísticos más importantes del mundo debido a playas como Copacabana e Ipanema.
El diseño de la mascota (realizado por Dupla Design) fue presentado por primera vez el 13 de julio de 2006, convirtiéndose en la primera mascota que no representa a algún animal durante los Juegos Panamericanos. En ese momento fue abierto un concurso para la elección del nombre de la mascota.
Dentro de los nombres enviados, tres fueron seleccionados por el Comité Organizador: «Luca», que proviene del latín "luminoso", «Cauê», un saludo de origen tupí, y «Kuará», que significa Sol en guaraní. Estos tres nombres fueron sometidos a votación popular a través de una encuesta en Internet. Finalmente, el 6 de agosto de 2006, fue revelado el resultado en el Cerro Corcovado. El evento fue transmitido en vivo por el programa Fantástico de Rede Globo para todo Brasil y contó con la presencia del presidente del Comité Olímpico Brasileño, Carlos Arthur Nuzman, y deportistas como Claudinei Quirino, Hortência Marcari y Fernando Venturini. El sobre con los resultados fue abierto por el exnadador Gustavo Borges.
De los 1.226.563 votos enviados, Cauê obtuvo el 37,94% de las preferencias. Kuará quedó en el segundo lugar y Luca en el tercero.